# SICKS
『SICKS』（シックス）は日本のロックバンド、THE YELLOW MONKEYの6枚目のオリジナル・アルバム。1997年1月22日にファンハウスよりリリースされた。
『COMPLETE SICKS』（コンプリート シックス）についても本項にて併記する。

## 解説
レコード会社を日本コロムビア・TRIADレーベルからファンハウスへの移籍後、第1弾となったアルバム。本作品以降は吉井和哉の単独プロデュースとなった。タイトルの『SICKS』は、6枚目のアルバムであることを表す「SIX」と「ロック（6）」、病気の「SICK」の3つを組み合わせた造語で、大阪にて「JAM」のキャンペーン中に吉井が思いついたものである。完成度の高さから「日本のロックのマスターピース」と称されている。
前作に次いでオリコンチャート初登場1位を獲得。また、これがオリコンアルバムチャートで通算600回目の1位獲得作品であった。累計売上は63万枚（オリコン調べ）を売り上げ、オリジナル・アルバムでは自身最大のヒットを記録した。吉井は「JAM」「SPARK」などのヒット曲を含むベスト・アルバム『TRIAD YEARS actI〜THE VERY BEST OF THE YELLOW MONKEY』がミリオンを達成したことを踏まえ、「ヒット曲が1曲しか入っていないアルバムは100万人買わないんだなということもよくわかった。『この次覚えてろよ』という気持ち」と語っているほか、後年のインタビューでは「『SICKS』の実際のセールスは妥当だったと思う。100万枚を目指していたが、近いところまで行ったし、凄い納得した1年だった」と振り返っている。同じくギターの菊地英昭は「望んでいた枚数より下回ったが、大衆向けではないアルバムがこれだけ売れたことは自信になった」と語っている。
レコーディングは前作に続きロンドンで行われた。吉井は本作の制作にあたり「1日3曲録音をノルマ」とし、300曲作成したものからさらに80曲に絞ったのち、その曲の中から厳選したものが本作に収録された楽曲となった。ジャケット写真もロンドンのバタシー発電所にて撮影されている。吉井は当時の状況を「好きなようにやった。楽曲の構成も従来の型を破れた」「自分の中で、音楽がものすごく噴出してるのがわかった」と振り返った。また、本作がリリースされる約1か月半前に、自身初の非公認ベスト・アルバム『TRIAD YEARS actI〜THE VERY BEST OF THE YELLOW MONKEY』のリリースが決定したこともあり、吉井は「ベストに負けないアルバムを作ろうという話を毎晩メンバーとしていた」と語っている。
初回生産分のみ、バンド名を印字したステッカーが封入された。
1997年8月8日、イギリスでもリリースされ、イギリス盤にはボーナス・トラックとして「LOVE LOVE SHOW」の英詞バージョンが収録された。

## 反応と評価
吉井本人が最高傑作と自負する作品であり、「『SICKS』は他のバンドにはない音であり、他の邦楽にもない音である」と語る。また、他メンバーが作曲をした「TVのシンガー」「創生児」「HOTEL宇宙船」を絶賛しており、「どの曲も『SICKS』の匂いがする曲」と評価している。メンバー選曲のベスト盤『MOTHER OF ALL THE BEST』にも本作から最多の7曲が収録されており、他メンバー作曲の3曲もすべて収録された。
移籍前に所属していた日本コロムビアのディレクターである宗清裕之は、「『SICKS』がなかったらただのポップなバンドとして消費されてたかもしれない。あの時期があったからこそ、THE YELLOW MONKEYは長く愛されるバンドになったんだと思う」「当初はダークな雰囲気、不健康な感じも含めて『今まで押さえつけられてたけど、俺たちの魅力はここなんだ』っていうか。しっぺ返しを食らった感じがあった」とし、「このアルバムは売れないと思っていたが、実際に売れて驚いた」旨を語っている。また、当時THE YELLOW MONKEYのカメラマン（ビデオシューティング）を務めていた高橋栄樹は、「初期のダークな感じがスケールアップして戻ってきた、っていうイメージだったというか。本来はこういう人たちなんだなと思う」とした。

## 収録曲
| 全作詞: 吉井和哉 (except 6)、全編曲: THE YELLOW MONKEY。 |                                    |                     |                    |      |
| #                                                        | タイトル                           | 作詞                | 作曲               | 時間 |
| 1.                                                       | 「RAINBOW MAN」                    | 吉井和哉 (except 6) | 吉井和哉           | 7:42 |
| 2.                                                       | 「I CAN BE SHIT, MAMA」            | 吉井和哉 (except 6) | 吉井和哉           | 4:32 |
| 3.                                                       | 「楽園」                           | 吉井和哉 (except 6) | 吉井和哉           | 4:45 |
| 4.                                                       | 「TVのシンガー」                   | 吉井和哉 (except 6) | 菊地英昭           | 4:15 |
| 5.                                                       | 「紫の空」                         | 吉井和哉 (except 6) | 吉井和哉           | 5:43 |
| 6.                                                       | 「薬局へ行こうよ」(Instrumental)   | 吉井和哉 (except 6) | 吉井和哉           | 1:36 |
| 7.                                                       | 「天国旅行」                       | 吉井和哉 (except 6) | 吉井和哉           | 8:27 |
| 8.                                                       | 「創生児」                         | 吉井和哉 (except 6) | 吉井和哉・菊地英昭 | 5:08 |
| 9.                                                       | 「HOTEL宇宙船」                    | 吉井和哉 (except 6) | 吉井和哉・廣瀬洋一 | 4:44 |
| 10.                                                      | 「花吹雪」                         | 吉井和哉 (except 6) | 吉井和哉           | 4:35 |
| 11.                                                      | 「淡い心だって言ってたよ」         | 吉井和哉 (except 6) | 吉井和哉           | 6:06 |
| 12.                                                      | 「見てないようで見てる」           | 吉井和哉 (except 6) | 吉井和哉           | 4:35 |
| 13.                                                      | 「人生の終わり (FOR GRANDMOTHER)」 | 吉井和哉 (except 6) | 吉井和哉           | 7:49 |
| 合計時間:                                                | 合計時間:                          | 合計時間:           | 75:18              |      |

### 楽曲解説
1. 「 RAINBOW MAN」
吉井が当時傾倒していた、白い覆面の変身ヒーロー「愛の戦士レインボーマン」がモチーフの楽曲[* 4]。コーラスの「死ね、死ね」は同作の敵組織「死ね死ね団」に由来する。また、ライブのオープニングSEとして同作の挿入歌である「死ね死ね団のテーマ」を使用していた[* 5]。番組の内容通りインド風のアレンジがされており、曲調が何度も変わる曲である。バンド・アレンジの最中に曲構成が何度も変わり、サビが完成したのは終盤だったという[6]。
総合格闘家の前田吉朗が入場曲として使用している。
2. 「 I CAN BE SHIT, MAMA」
タイトルは「アッカンベーしたまま」を捩ったもの。
1999年12月28日に行われた「メカラウロコ10」以降披露されることはなかったが2018年12月28日の「メカラウロコ29-FINAL-」にて19年ぶりに披露された。
3. 「 楽園」
先行シングル曲。
4. 「 TVのシンガー」
菊地が作曲したハードロック・ギターリフに吉井が特異な歌詞を綴った。歌詞の内容はアーティストである自らを皮肉ったものであり、3rdアルバム『jaguar hard pain』収録の「ROCK STAR」とは対称的なものとなっている。『THIS IS FOR YOU〜THE YELLOW MONKEY TRIBUTE ALBUM』で9mm Parabellum Bullet がカバーした。
5. 「 紫の空」
台風直撃で初日のみ実施された「第1回フジロックフェスティバル」（1997年7月26日）に登場したTHE YELLOW MONKEYは、この曲と更に本作から「TVのシンガー」「天国旅行」を披露した[* 6]。
「TOUR '97 〜紫の炎〜」では途中曲調が変化して吉井が白い仮面を着用してダンスパフォーマンスをする。
6. 「 薬局へ行こうよ」
インスト曲。メンバーがそれぞれアドリブで演奏しており、吉井の鼻歌や、犬の鳴き真似などが入っている[9]。アルバム作成の初期段階からアイデアが出ており、吉井は「アルバムの中で外れちゃいけない1曲」、ベースの廣瀬は「周りの楽曲の引き立て役」と語っている[6]。解散まで一度もライブ演奏されていなかったが、再集結後の2018年に行われた「メカラ ウロコ・29 FINAL」において初めてコンサートのセットリスト入りを果たした。
7. 「 天国旅行」
「FOR SEASON-野生の証明」のツアー中に初披露され、アルバム発売前の「メカラ ウロコ・7」でも披露された。吉井にとって「JAM」と並ぶほど特別な強い思い入れがあると語り、「裏JAM」と呼んでいるという[9]。1番ではドラムを止めてサビに入るなど、過去にはやらなかったアレンジを試み、吉井自身「すごい自信になった曲ができた」と自負する[9]。2010年3月に出版された三浦しをんの短編集『天国旅行』はこの曲のタイトルからつけられ、本書の巻頭には歌詞が引用されている。2013年に行われた『イエモン-FAN'S BEST SELECTION-』のファン投票で5位を獲得した。
イントロは吉井が弾いている。初披露時は音源には収録されなかったアルペジオのギターソロが追加されていた。
8. 「 創生児」
作曲者である菊地の「精神分裂症の歌にしてほしい」という要望から歌詞が作られ、吉井（及び人）の二面性について歌っている[6]。吉井が1人2役を演じて歌っており、後半は左右にボーカルが分かれる。曲中には2つのヴォーカルが同時に別々の歌詞を歌っている箇所がある。
9. 「 HOTEL宇宙船」
廣瀬・吉井による、爽快で明るいナンバー[* 7]。歌詞のあちこちに繰り返し言葉や擬音語・擬態語が出て来て効果的な役割を果たしている[* 7]。アウトロでは再生速度を落とし、次曲に繋げている。
10. 「 花吹雪」
前曲からシームレスで繋がる構成。非常に音が小さいが、イントロで吉井の台詞が入っている。初レコーディングの際に一度ボツになっており、仮タイトルは「首の皮一枚」だった[6]。2013年に行われた『イエモン-FAN'S BEST SELECTION-』のファン投票で、アルバム曲の中では最高となる3位を獲得した。
11. 「 淡い心だって言ってたよ」
アコースティック・ギターを使用したナンバー。
12. 「 見てないようで見てる」
11thシングル「楽園」のカップリング曲。吉井曰く「渋谷駅周辺の喫茶店で、斜め向かいに座った女性をチラ見しながら作った」[12]。
13. 「 人生の終わり (FOR GRANDMOTHER)」
副題の通り、吉井が祖母に捧げたバラード曲。吉井がU2の「ワン」に憧れて作った曲で、仮タイトルは「スタンド・バイ・U2」[6]。作成段階で「血が泣いてるんだよ」という歌詞のみが先にできていた[9]。『COMPRETE SICKS』Disc2のデモ音源でもこの箇所のみ歌詞がついている。歌はテイク・ワンのものが採用されている[9]。

00. シークレットトラック
00. 「人生の終わり (FOR GRANDMOTHER)」の終了後に1分程度の無音部を挟んで、隠しトラックとしてピアノの演奏とともにハミングの楽曲が約4分間収録されている。

### DVD (COMPLETE SICKS)
- fragments of the SICKS
日本でのデモ・レコーディング、ロンドンレコーディングドキュメント。
- Interviews (with KAZUYA YOSHII/RICHARD DIGBY SMITH/SHUJI YAMAGUCHI/MIKIO ARIGA)

## 参加ミュージシャン
- 吉井和哉 - ボーカル、ギター、アコースティック・ギター、パーカッション、シンセサイザー
- 菊地英昭 - ギター
- 廣瀬洋一 - ベース
- 菊地英二 - ドラムス

- 三国義貴 - キーボード